# Ле Вендуте (Фиренца)
Ле Вендуте је насеље у Италији у округу Фиренца, региону Тоскана.
Према процени из 2011. у насељу је живело 115 становника. Насеље се налази на надморској висини од 87 м.